# Ludwig von Weltzien
Peter Friedrich Ludwig von Weltzien fue un teniente general prusiano.

## Biografía
Provenía de la familia noble von Weltzien y era hijo del mayor de Oldenburgo Maximilian von Weltzien (2 de agosto de 1776 - 21 de abril de 1852) y de su esposa Johanna von Reiche (31 de marzo de 1789 - 16 de marzo de 1847), quien era hermana del General Ludwig von Reiche.
Weltzien asistió al Mariengymnasium de Jever y se unió al regimiento de infantería del Gran Ducado de Oldenburgo como voluntario el 21 de junio de 1829. Ahí fue promovido a teniente segundo el 31 de diciembre de 1832, y asistió a la Escuela de Guerra en Berlín entre 1834 y 1837. Desde 1836 fue miembro del Cuerpo Vandalia de Rostock y desde 1837 del Cuerpo Hanseatia de Rostock. En 1840 fue transferido al personal de brigada y en 1841 fue promovido a teniente primero.
En 1839 se unió a la recién fundada asociación literaria y social y tomó parte activa en el floreciente movimiento de moderación. En 1844 Weltzien también se convirtió en chambelán y en 1846/48 acompañó al Gran Duque Augusto a la Universidad de Leipzig. En 1848 participó en la Primera Guerra de Schleswig como adjunto de brigada y en 1849 como capitán en el estado mayor en la División de Reserva. Weltzien fue utilizado durante las batallas de puestos de avanzada en los Altos Düppeler y después fue nombrado Cruz de Caballero de la Orden de Guillermo.
En 1853 se le confiaron las obligaciones de mayor de brigada y la gestión de la escuela militar de Oldenburgo. En 1855 fue promovido a comandante de compañía y chambelán. Después de su promoción a mayor, fue asignado a la Comisión Militar de la Confederación Germánica en Frankfurt am Main durante dos años desde el 1 de febrero de 1859. En calidad de esto, ascendido a teniente coronel a mediados de marzo de 1860, Weltzien fue utilizado como comandante de batallón después de su retorno al servicio. El 1 de enero de 1862, fue promovido a coronel y comandante regimental. Mayor general desde el 30 de abril de 1865, Weltzien fue el sucesor de Wilhelm von Ranzow quien era el comandante del cuerpo de tropas de Oldenburgo y comandante de la brigada de Oldenburgo-Hanseática. Al año siguiente, condujo esta brigada en la guerra austro-prusiana como parte del Ejército Principal Prusiano contra los aliados de Austria del sur de Alemania y luchó contra la División de Baden en la batalla de Werbach. Por sus logros Weltzien recibió la Cruz de Comandante Honorario de la Orden de Pedro Federico Luis con Espadas y la Orden del Águila Roja de manos del rey prusiano Guillermo I, 2.ª Clase con hojas de roble y espadas.
Cuando el completo contingente federal de Oldenburgo fue subsiguientemente transferido al Ejército prusiano en el marco de la convención militar con Prusia, Weltzien fue agregado al personal de la 15.ª División en Colonia el 25 de septiembre de 1867. Desde el 22 de marzo de 1868, al Teniente General Weltzien se le confió la gestión de los asuntos de la división el 8 de abril de 1869. Con el inicio de la guerra franco-prusiana, fue nombrado comandante de esta gran unidad. Luchó en la batalla de Gravelotte el 18 de agosto de 1870. Durante el sitio de Metz, Weltzien recibió la Cruz de Hierro, 2.ª Clase pero cayó enfermo de tifus. El duelo por la muerte de su único hijo Peter, quien murió como voluntario de guerra en Gravelotte, empeoró la enfermedad por la que murió el 16 de octubre de 1870 en Wiesbaden.

## Familia
Weltzien se casó el 4 de agosto de 1847 con Marianne Brockhaus (1829-1919), hija del librero y editor Friedrich Brockhaus. La pareja tuvo los siguientes hijos:
- Peter (1852-1870)
- Helene (1849-1897) ⚭ 1872 Arnold Woldemar von Frege-Weltzien (1841-1916)
- Elisabeth (1850-1881) ⚭ 1872 Rudolf Marschall von Bieberstein (1840-1915)